# Politikåret 2016

## Händelser
- 24 juni – Storbritanniens premiärminister David Cameron meddelar i en presskonferens vid 10 Downing Street att han inom kort lämnar ämbetet.[1]
- 13 juli – Theresa May tillträder som Storbritanniens premiärminister.[2]
- 15 augusti – Aida Hadzialic avgår som Sveriges gymnasie- och kunskapslyftsminister efter att ha stoppats i en poliskontroll med alkohol i blodet.[3]

## Val och folkomröstningar
- 24 januari – Presidentval i Portugal.
- 23 juni – Storbritannien säger i en folkomröstningen ja till att lämna EU.[4]
- 8 november – Presidentval i USA.[5]

## Avlidna
- 1 januari
  - Michael Oxley, 71, amerikansk republikansk politiker.[6]
  - Dale Bumpers, 90, amerikansk demokratisk politiker.[7]
- 18 januari – Lars Roar Langslet, 79, norsk politiker, kultur- och vetenskapsminister 1981–1986.[8]
- 30 januari – Francisco Flores, 56, salvadoransk politiker, president 1999–2004.[9]
- 1 februari – Óscar Humberto Mejía Victores, 85, guatemalansk politiker, president 1983–1986.[10]
- 3 februari – Balram Jakhar, 92, indisk politiker, talman i Lok Sabha 1980–1989 och guvernör i Madhya Pradesh 2004–2009.[11]
- 4 februari – Edgar Whitcomb, 98, amerikansk republikansk politiker, guvernör i Indiana 1969–1973.[12]
- 16 februari – Boutros Boutros-Ghali, 93, egyptisk diplomat och politiker, FN:s generalsekreterare 1992–1996.[13]
- 24 februari – Peter Kenilorea, 72, salomonsk politiker, premiärminister 1978–81 och 1984–86.[14]
- 4 mars – P.A. Sangma, 68, indisk politiker och talman i Lok Sabha.[15]
- 18 mars
  - Lothar Späth, 78, tysk politiker (CDU), ministerpresident i Baden-Württemberg 1978–1991.[16]
  - Guido Westerwelle, 54, tysk politiker, utrikesminister 2009-2013.[17]
- 20 mars – Anker Jørgensen, 93, dansk statsminister.[18]
- 31 mars – Hans-Dietrich Genscher, 89, tysk politiker, utrikesminister 1974–1992.[19]
- 19 april – Patricio Aylwin, 97, chilensk politiker, president 1990–1994.[20]
- 23 april – Banharn Silpa-archa, 83, thailändsk politiker, premiärminister 1995–1996.[21]
- 28 april – Conrad Burns, 81, amerikansk republikansk politiker, senator från Montana 1989–2007.[22]
- 4 maj
  - Jean-Baptiste Bagaza, 69, burundisk politiker (tutsier), president 1976–1987.[23][24]
- 4 maj
  - Robert Bennett, 82, amerikansk republikansk politiker.[25]
- 6 maj
  - Margot Honecker, 89, östtysk politiker, utbildningsminister i DDR 1963–1989.[26]
  - David Hall, 85,  amerikansk demokratisk politiker, guvernör i Oklahoma 1971–1975.[27]
- 12 maj – Del Latta, 96, amerikansk republikansk politiker, representanthusledamot 1959–1989.[28]
- 16 maj – Bobby Freeman, 82, amerikansk demokratisk politiker.[29]
- 19 maj – Marco Pannella, 86, italiensk politiker, partiledare för Partito Radicale.[30]
- 20 maj – Kang Sok-ju, 76, nordkoreansk politiker.[31]
- 31 maj
  - Mohamed Abdelaziz, 68, västsaharisk politiker.[32]
  - Antonio Imbert Barrera, 95, dominikansk politiker, president maj-augusti 1965.[33]
- 4 juni – Carmen Pereira, 79, bissauguineansk politiker, president 1984.[34]
- 12 juni – George Voinovich, 79, amerikansk republikansk politiker.[35]
- 16 juni – Jo Cox, 41, brittisk politiker för Labour.[36]
- 2 juli - Michel Rocard, 85, fransk politiker, premiärminister 1988-1991.[37]
- 5 juli
  - William L. Armstrong, 79, amerikansk republikansk politiker, senator 1979–1991.[38]
  - Brian White, 59, brittisk labourpolitiker.[39]
- 8 juli – Jeffery Nape, 65, generalguvernör i Papua Nya Guinea 2004 och 2010.[40]
- 12 juli – Goran Hadžić, 57, kroatienserbisk politiker och åtalad krigsförbrytare.[41]
- 16 juli – Robert Burren Morgan, 90, amerikansk demokratisk politiker, senator 1975–1981.[42]
- 17 juli – Wendell Anderson, 83, amerikansk demokratisk politiker, Minnesotas guvernör 1971–1976.[43]
- 23 juli – Thorbjörn Fälldin, 90, svensk centerpartistisk politiker, Sveriges statsminister 1976–1978 och 1979–1982.[44]
- 26 juli – C.-H. Hermansson, 98, svensk politiker, partiledare för Sveriges kommunistiska parti-Vänsterpartiet kommunisterna 1964–1975.[45]
- 1 augusti – Anne av Bourbon-Parma, 92, rumänsk ex-drottning.[46]
- 19 september – Jan O Karlsson, 77, svensk politiker.[47]

### Fotnoter
1. ↑  Katarina Lagerwall (23 juni 2016). ”Storbritanniens premiärminister Cameron avgår”. Dagens nyheter. http://www.dn.se/nyheter/varlden/storbritanniens-premiarminister-cameron-avgar/. Läst 24 juni 2016.
2. ↑  ”Theresa May ny premiärminister i Storbritannien”. Sveriges Television. 13 juli 2016. http://www.svt.se/nyheter/live/theresa-may-ny-brittisk-premiarminister. Läst 14 juli 2016.
3. ↑  ”Fatnade i alkoholkontroll – Aida Hadzialic avgår”. Sveriges Radio. 13 augusti 2016. http://sverigesradio.se/sida/artikel.aspx?programid=83&artikel=6495926. Läst 27 augusti 2016.
4. ↑  Marianne Björklund (23 juni 2016). ”Fritt fall på europeiska börser”. Dagens nyheter. http://www.dn.se/ekonomi/fritt-fall-pa-europeiska-borser/. Läst 30 december 2015.
5. ↑  ”USA-valet 2016”. Svenska dagbladet. http://www.svd.se/om/usa-valet-2016. Läst 24 juni 2016.
6. ↑  Michael G. Oxley, Co-Author of Anti-Fraud Legislation, Dies at 71
7. ↑  Dale Bumpers, former U.S. senator and Arkansas governor, dead at 90
8. ↑  Lars Roar Langslet er død (bokmål)
9. ↑  ”Muere el expresidente de El Salvador Francisco Flores” (på spanska). La Prensa. 31 januari 2016. http://www.laprensa.com.ni/2016/01/31/internacionales/1978270-muerte-expresidente-salvadoreno-francisco-flores. Läst 31 januari 2016.
10. ↑  ”Óscar Mejía Victores, Guatemalan military ruler of mid-1980s, dies at 85”. The Washington Post. https://www.washingtonpost.com/world/oscar-mejia-victores-guatemalan-military-ruler-of-mid-1980s-dies-at-85/2016/02/02/39ee5d84-c9cc-11e5-88ff-e2d1b4289c2f_story.html. Läst 3 februari 2016.
11. ↑  Former Lok Sabha speaker Balram Jakhar passes away
12. ↑  http://www.chicagotribune.com/news/nationworld/midwest/ct-indiana-edgar-whitcomb-obit-20160204-story.html
13. ↑  Former UN head Boutros-Ghali dies
14. ↑  Solomons first PM Sir Peter Kenilorea dies Arkiverad 27 februari 2016 hämtat från the Wayback Machine.
15. ↑  ”Former Lok Sabha Speaker PA Sangma Passes Away at 68”. The Quint. 4 mars 2016. Arkiverad från originalet den 5 mars 2016. https://web.archive.org/web/20160305042423/http://www.thequint.com/politics/2016/03/04/former-lok-sabha-speaker-pa-sangma-passes-away-at-68. Läst 4 mars 2016.
16. ↑  Lothar Späth ist tot (tyska)
17. ↑  http://www.dn.se/nyheter/varlden/guido-westerwelle-ar-dod/
18. ↑  "Anker Jørgensen er død" i Politiken 20 mars 2016 (läst 20 mars 2016)
19. ↑  Ännu en tysk före detta utrikesminister död - SVT
20. ↑  http://www.nytimes.com/2016/04/20/world/americas/patricio-aylwin-president-who-guided-chile-to-democracy-diesat-97.html?_r=0
21. ↑  ”Former PM Banharn dies at 83”. http://www.bangkokpost.com. http://www.bangkokpost.com/news/politics/944729/banharn-silpa-archa-dies-at-83. Läst 23 april 2016.
22. ↑  Former U.S. Sen. Conrad Burns of Montana dies at 81
23. ↑  ”Ex-Burundian president dies in Belgium”. www.ghanaweb.com. Arkiverad från originalet den 6 maj 2016. https://web.archive.org/web/20160506044031/http://www.ghanaweb.com/GhanaHomePage/world/Ex-Burundian-president-dies-in-Belgium-435901. Läst 4 maj 2016.
24. ↑  ”Burundi : l’ancien président Jean-Baptiste Bagaza est mort” (på French). Le Monde. 2016-05-04. http://www.lemonde.fr/afrique/article/2016/05/04/burundi-l-ancien-president-jean-baptiste-bagaza-est-mort_4913912_3212.html.
25. ↑  Berlinger, Joshua. ”Former U.S. Sen. Robert Bennett dies”. CNN. http://www.cnn.com/2016/05/05/politics/robert-bennett-death/index.html. Läst 6 maj 2016.
26. ↑  Mcfadden, Robert D. (6 maj 2016). ”Margot Honecker, Widow of East German Ruler, Dies at 89”. The New York Times. ISSN 0362-4331. http://www.nytimes.com/2016/05/07/world/europe/margot-honecker-widow-of-east-german-ruler-dies-at-89.html. Läst 7 maj 2016.
27. ↑  ”Former Oklahoma Gov. David Hall dies after stroke” (på amerikansk engelska). NewsOK.com. 6 maj 2016. http://newsok.com/article/5496425. Läst 7 maj 2016.
28. ↑  ”Del Latta, longtime public servant, dies at age 96”. Arkiverad från originalet den 19 mars 2019. https://web.archive.org/web/20190319125440/https://www.sent-trib.com/news/del-latta-longtime-public-servant-dies-at-age/article_f81c188e-183f-11e6-b87d-6b9f4f36ab00.html. Läst 15 maj 2016.
29. ↑  Former Louisiana Lt. Gov. Bobby Freeman dies
30. ↑  ”Marco Pannella, Maverick in Italian Postwar Politics, Dies”. ABC News. http://abcnews.go.com/International/wireStory/marco-pannella-maverick-italian-postwar-politics-dies-39224300. Läst 20 maj 2016.
31. ↑  ”North Korean diplomat who negotiated '94 deal with US dies”. WRAL.com. 21 maj 2016. Arkiverad från originalet den 21 maj 2016. https://archive.is/20160521054151/http://www.wral.com/north-korean-diplomat-who-negotiated-94-deal-with-us-dies/15717737/. Läst 21 maj 2016.
32. ↑  - SVT
33. ↑  http://www.elcaribe.com.do/2016/05/31/fallece-imbert-barrera-los-96-anos
34. ↑  ”Morreu Carmen Pereira, combatente pela independência da Guiné-Bissau”. PÚBLICO. https://www.publico.pt/mundo/noticia/morreu-carmen-pereira-combatente-pela-independencia-de-guinebissau-1734149?frm=ult. Läst 6 juni 2016.
35. ↑  ”Former GOP Senator and Ohio Gov. George Voinovich Dies”. ABC News. http://abcnews.go.com/US/wireStory/gop-senator-ohio-gov-george-voinovich-dies-39792349. Läst 12 juni 2016.
36. ↑  ”Jo Cox MP dead after shooting attack” (på brittisk engelska). BBC News. http://www.bbc.com/news/uk-england-36550304. Läst 16 juni 2016.
37. ↑  http://www.bbc.com/news/world-europe-36696214
38. ↑  William Armstrong, Ex-US Senator for Colorado, Dies at 79
39. ↑  ”‘People’s councillor’ Brian White dies at the age of 59”. Milton Keynes Citizen. 5 juli 2016. http://www.miltonkeynes.co.uk/news/people-s-councillor-brian-white-dies-at-the-age-of-59-1-7462439. Läst 6 juli 2016.
40. ↑  ”Former PNG Parliament Speaker Jeffrey Nape dies”. http://news.pngfacts.com/2016/07/former-png-parliament-speaker-jeffry.html. Läst 9 juli 2016.
41. ↑  ”Former rebel Serb leader Goran Hadzic dies at 58”. Arkiverad från originalet den 14 juli 2016. https://web.archive.org/web/20160714153546/http://www.sfchronicle.com/news/article/Former-rebel-Serb-leader-Goran-Hadzic-dies-at-58-8355172.php. Läst 14 juli 2016.
42. ↑  Former US Senator, Lillington native Robert Morgan dies
43. ↑  Wendell Anderson, former Minnesota governor, dead at 83
44. ↑  Thorbjörn Fälldin har avlidit
45. ↑  http://www.expressen.se/nyheter/ch-hermansson-har-avlidit--blev-98-ar/
46. ↑  http://www.reuters.com/article/us-romania-queen-idUSKCN10C2HR
47. ↑  Jan O Karlsson död, SVT Nyheter 21 september 2016